# متیو بینگلی
متیو بینگلی (۱۶ اوت ۱۹۷۱) یک بازیکن فوتبال اهل استرالیا است. وی در تیم ملی فوتبال استرالیا بازی کرده است.